# Tadeusz Ładogórski
Tadeusz Ładogórski (wcześniej Tadeusz Ladenberger, ur. 16 grudnia 1905 we Lwowie, zm. 11 maja 1995 we Wrocławiu) – profesor historii, demograf.

## Rodzina
Ojciec – Jan Ladenberger – był inżynierem leśnikiem w Dyrekcji Lasów Państwowych we Lwowie. Był również profesorem na Politechnice Lwowskiej, członkiem Polskiego Towarzystwa Dendrologicznego. Matka – Antonina z d. Simon – wychowywała dzieci. Miał brata Zygmunta. Był żonaty i miał dwóch synów.

## Wykształcenie
W 1924 zdał maturę w Gimnazjum im. Stefana Batorego we Lwowie. Następnie studiował historię na Wydziale Humanistycznym Uniwersytetu Jana Kazimierza we Lwowie pod okiem prof. Franciszka Bujaka. Stopień doktora uzyskał w 1929.

## Praca zawodowa i naukowa
Początkowo pracował w gimnazjum w Krośnie, zaś od 1933 w II Państwowym Gimnazjum im. Juliusza Słowackiego w Tarnopolu, gdzie nauczał historii, geografii i propedeutyki filozofii do wybuchu II wojny światowej. W czasie wojny ukrywał się w powiecie skałackim, gdzie prowadził m.in. tajne nauczanie. Od kwietnia 1944 do lutego 1946 służył w Wojsku Polskim jako oficer polityczno-wychowawczy. Od 1946 uczył w Gimnazjum i Liceum Ogólnokształcącym w Brzegu. W 1948 zaczął pracę w Instytucie Śląskim we Wrocławiu, a rok później również jako adiunkt na Uniwersytecie Wrocławskim. 1954 został docentem, a 1962 profesorem nadzwyczajnym. Należał do twórców Zespołu, a następnie Sekcji Demografii Historycznej przy Komitecie Nauk Demograficznych PAN. Zajmował się demografią i kartografią. W 1973 przeszedł na emeryturę.

## Zmiana nazwiska
Ładogórski pochodził z rodzin galicyjskich osadników niemieckich z II poł. XVIII w. Poczuwając się do polskości, nie podpisał volkslisty. Wreszcie w grudniu 1949 zmienił nazwisko, używając pseudonimu okupacyjnego swego brata Zygmunta.
Pochowany na Cmentarzu św. Wawrzyńca we Wrocławiu.

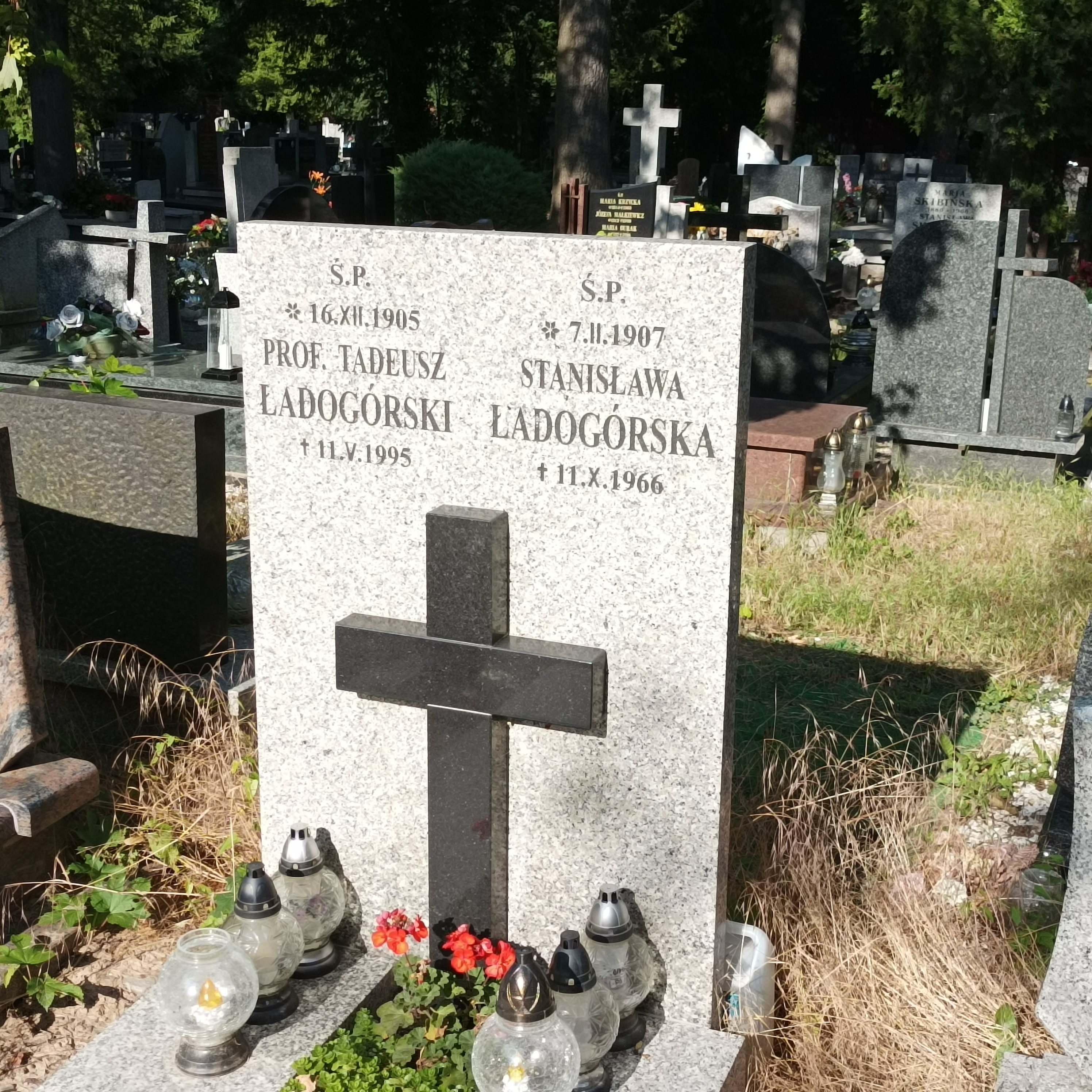
Grób prof. Tadeusza Ładogórskiego na cmentarzu św. Wawrzyńca we Wrocławiu

## Odznaczenia
- Srebrny Krzyż Zasługi
- Krzyż Kawalerski Orderu Odrodzenia Polski
- Krzyż Oficerski Orderu Odrodzenia Polski
- Medal Komisji Edukacji Narodowej
- Medal 10-lecia Polski Ludowej (1955)[4]

## Członkostwo w organizacjach
- członek zwyczajny Wrocławskiego Towarzystwa Naukowego
- członek Komitetu Nauk Demograficznych PAN
- członek Komitetu Nauk Historycznych PAN